# سیاره بی‌ستاره
سیاره بی‌ستاره (انگلیسی: Starless planet) یا سیاره سرگردان به توده‌های سیاره‌ای گفته می‌شود که مستقیماً بر گرد مرکز کهکشان‌ها می‌گردند و مداری حول ستاره مشخصی ندارند. این سیاره‌ها هنگام شکل‌گیری سامانه‌های سیاره‌ای از این سامانه‌ها به بیرون پرتاب شده‌اند، یا اینکه هرگز بستگی گرانشی به هیچ ستاره یا کوتوله قهوه‌ای پیدا نکرده‌اند. تنها در کهکشان راه شیری ممکن است میلیاردها سیاره بی‌ستاره وجود داشته باشد.
برآورد شده‌است که تعداد سیاره‌های سرگردان در کهکشان راه شیری باید از ۲ برابر تا صد هزار برابر تعداد ستاره‌های موجود در این کهکشان باشد. معنی آن این است که تعداد این‌گونه سیاره‌ها رقمی بین ۱۰۹ × ۴ و ۱۰۱۲× ۲۰۰ است.
به سیاره‌های بی‌ستاره نام‌های دیگری نیز داده‌اند نظیر: سیاره سرگردان، سیاره یاغی، سیاره کوچ‌گرد، سیاره یتیم، سیاره آزاد گرد، سیاره بی‌خورشید و سیاره میان‌ستاره‌ای.